# Md5sum
md5sum은 RFC 1321에 기술된 대로 128비트 MD5 해시들을 계산하고 확인하는 컴퓨터 프로그램이다. MD5 해시는 파일의 소형 디지털 지문의 기능을 한다. 모든 해싱 알고리즘처럼 이론적으로 MD5 해시가 주어지는 파일들의 수는 무한하다. 그러나 현실적으로 동일 해시를 보유하도록 의도적으로 만들어지 않는 이상 2개의 동일하지 않은 파일이 동일한 MD5 해시를 보유할 가능성은 매우 없다.